# Israël op het Eurovisiesongfestival 1998
Israël deed mee aan het Eurovisiesongfestival 1998 met het lied "Diva" gezongen door de transseksuele Dana International. De zangeres eindigde in het Britse Birmingham op de 1ste plaats met 172 punten en zorgde zo voor de derde overwinning van Israël op het festival.

## Selectieprocedure
De Israëlische zender IBA hield in tegenstelling tot hun laatste deelname in 1995 geen nationale finale maar koos voor een interne selectie.
Men koos voor de transseksuele zangeres Dana International met het lied Diva.

## In Birmingham
In het Verenigd Koninkrijk trad Israël als achtste van 25 landen aan, na Polen en voor Duitsland. Het land behaalde een 1ste plaats, met 172 punten, wat goed was voor hun derde overwinning.
Men ontving 3 keer het maximum van de punten.
België en Nederland gaven respectievelijk 10 en 5 punten aan deze inzending.

### Gekregen punten

#### Finale
| 12 punten                                | 10 punten                                                                | 8 punten          | 7 punten                                    | 6 punten              |
| ---------------------------------------- | ------------------------------------------------------------------------ | ----------------- | ------------------------------------------- | --------------------- |
| - Frankrijk - Malta - Portugal           | - België - Cyprus - Finland - Griekenland - Polen - Spanje - Zwitserland | - Noord-Macedonië | - Duitsland - Estland - Roemenië - Slovenië | - Ierland - Nederland |
| 5 punten                                 | 4 punten                                                                 | 3 punten          | 2 punten                                    | 1 punt                |
| - Turkije - Verenigd Koninkrijk - Zweden |                                                                          | - Noorwegen       |                                             |                       |

### Punten gegeven door Israël

#### Finale
Punten gegeven in de finale:
| 12 punten | Verenigd Koninkrijk |
| 10 punten | Kroatië             |
| 8 punten  | Nederland           |
| 7 punten  | Malta               |
| 6 punten  | Roemenië            |
| 5 punten  | België              |
| 4 punten  | Noorwegen           |
| 3 punten  | Spanje              |
| 2 punten  | Portugal            |
| 1 punt    | Cyprus              |

1973 · 1974 · 1975 · 1976 · 1977 · 1978 · 1979 · 1980 · 1981 · 1982 · 1983 · 1984 · 1985 · 1986 · 1987 · 1988 · 1989 · 1990 · 1991 · 1992 · 1993 · 1994 · 1995 · 1996-1997 · 1998 · 1999 · 2000 · 2001 · 2002 · 2003 · 2004 · 2005 · 2006 · 2007 · 2008 · 2009 · 2010 · 2011 · 2012 · 2013 · 2014 · 2015 · 2016 · 2017 · 2018 · 2019 · 2020 · 2021 · 2022 · 2023 · 2024 · 2025